# 스트리트 리갈 레이싱: 레드라인
《Street Legal Racing: Redline》는 자신이 정비한 차량을 이용하여 낮에는 공공 도로에서 경쟁자와 경쟁하며 명성과 돈을 벌고 밤에는 공공 도로에서 불법으로 이루어지는 경주 장소에서 돈이나 차량을 담보로 길거리 경주를 하며 명성을 올리는 게임이다.

## 버전 및 특징
2.2.1 버전이 Invictus Games사 에서 지원하는 공식 버전이며
한번 손상 입을 경우 영구적인 손상이며 직접 수리를 하기 전까지 계속 유지한다.
한참 개발하다가 지원이 중단된 게임이라 각종 오류들이 많으며 게임 엔진의 한계점으로 인해 게임 플레이에 여러 지장이 있다.

## 차량
자동차는 실제 차량에서 조금 변형된 형태를 가지고 있으며, 가상의 브랜드 이름을 사용한다.
| 실제 회사  | 인 게임     |
| ---------- | ----------- |
| Mitsubishi | Shimutshibu |
| Subaru     | Enula       |
| Chevrolet  | MC          |
| BMW        | Baiern      |
| Nissan     | Einvagen    |